# Grzebielniki

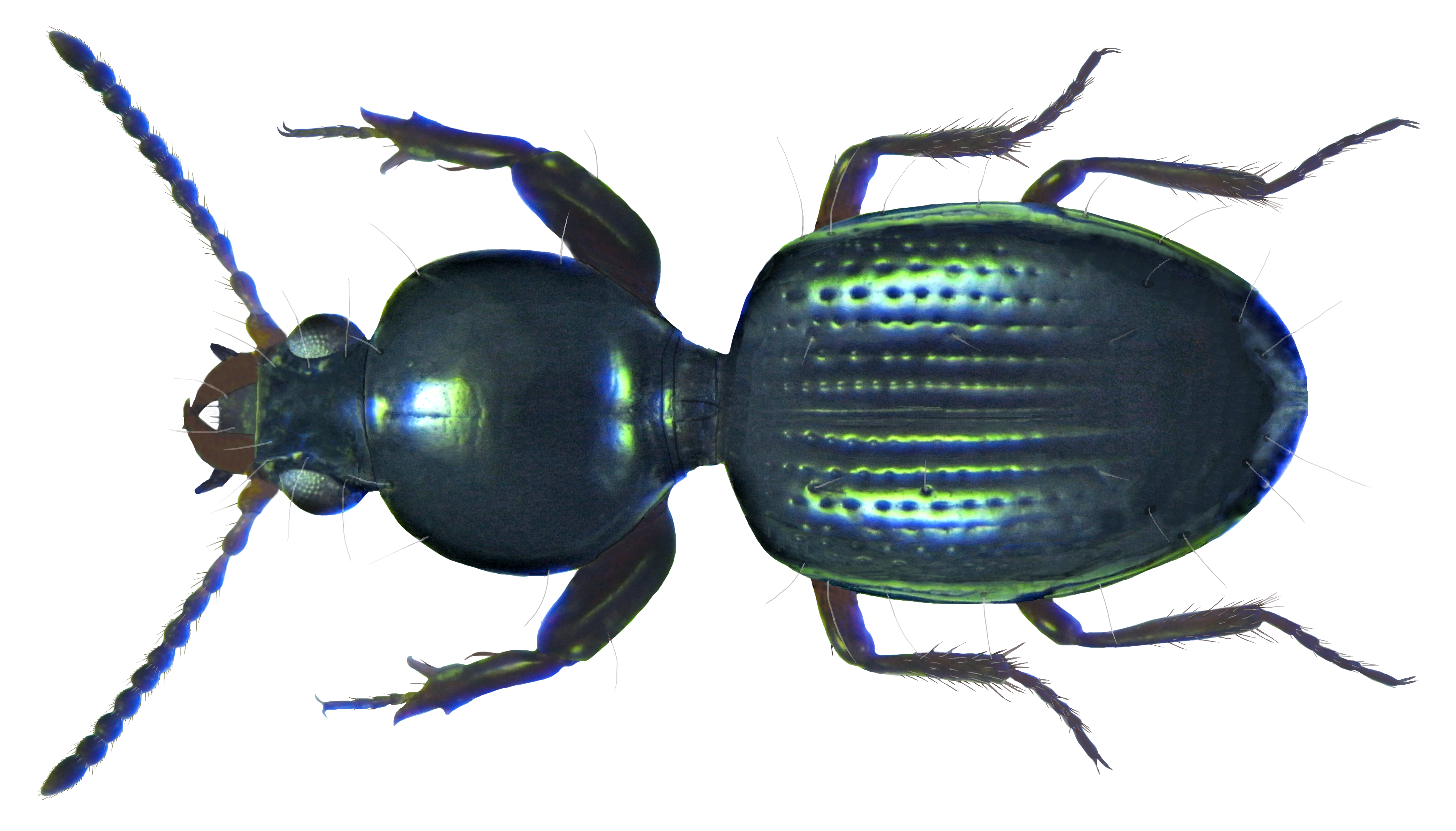
Dyschiriodes globosus z plemienia Dyschiriini

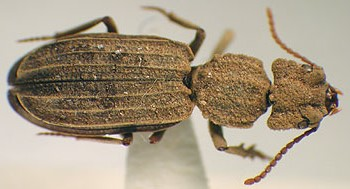
Solenogenys funkei z plemienia Salcediini

Grzebielniki (Scaritinae) – podrodzina chrząszczy z podrzędu drapieżnych i rodziny biegaczowatych. Ma zasięg kosmopolityczny. Obejmuje około 1900 opisanych gatunków.

## Morfologia
Chrząszcze o ciele wydłużonym, rozmaitych rozmiarów, spłaszczonym grzbietobrzusznie do niemal walcowatego. Głowa ma niewyłupiaste oczy o łącznej szerokości mniejszej niż szerokość czoła. Charakterystyczną cechą jest szypułkowate połączenie śródtułowia z przedtułowiem, w widoku grzbietowym przejawiające się obecnością silnego przewężenia między przedpleczem i pokrywami, które to umożliwia im większą zwrotność. Tarczka leży przed pokrywami, na wspomnianym przewężeniu. Odnóża przedniej pary są grzebne, o krawędzi zewnętrznej goleni z dwoma ząbkami, a jej krawędzi zewnętrzno-wierzchołkowej wydłużonej w palcowaty ząbek szczytowy. Odwłok ma sześć widocznych sternitów.
Budowa larw cechuje się dużą zmiennością.

## Ekologia i występowanie
Owady te zwykle pędzą podziemny tryb życia, kopiąc w glebie czy piasku.
Podrodzina ma zasięg kosmopolityczny, ale liczniej reprezentowana jest na południowej półkuli. W Polsce stwierdzono 23 gatunki (zobacz: grzebielniki Polski).

## Taksonomia i ewolucja
Takson ten wprowadzony został w 1810 roku przez Franca Andreę Bonelliego na łamach „Mémoires de l’Academie des Sciences de Turin” pod nazwą Scaritides. Obejmuje około 1900 opisanych gatunków, zgrupowanych w pięciu plemionach:
- Clivinini Rafinesque, 1815 – stromki
- Dyschiriini W. Kolbe, 1880
- Salcediini Alluaud, 1930
- Scaritini Bonelli, 1810
- †Palaeoaxinidiini McKay, 1991

Podrodzina przypuszczalnie polifiletyczna, wymagająca ponownego zdefiniowania. W zapisie kopalnym znana jest od turonu w kredzie, z którego to okresu pochodzą skamieniałości Palaeoaxinidiini.